# Bilicze (rejon włodzimierski)
Bilicze (ukr. Біличі, Biłyczi) – wieś na Ukrainie, w obwodzie wołyńskim, w rejonie włodzimierskim. W 2001 roku liczyła 528 mieszkańców.
Do 2020 w rejonie iwanickim.